# (5393) Goldstein
(5393) Goldstein es un asteroide perteneciente al cinturón de asteroides, descubierto el 5 de marzo de 1986 por Edward Bowell desde la Estación Anderson Mesa (condado de Coconino, cerca de Flagstaff, Arizona, Estados Unidos).

## Designación y nombre
Designado provisionalmente como 1986 ET. Fue nombrado Goldstein en honor al astrónomo de radar en el Jet Propulsion Laboratory Richard M. Goldstein, con motivo del vigésimo quinto aniversario de la detección realizada por el de los primeros ecos de radar de un planeta menor (1566 Ícaro en junio de 1968). También realizó observaciones que dieron como resultado las primeras detecciones de radar de Marte y los anillos de Saturno y en el descubrimiento de la rotación anómala de Venus.

## Características orbitales
Goldstein está situado a una distancia media del Sol de 2,336 ua, pudiendo alejarse hasta 2,631 ua y acercarse hasta 2,041 ua. Su excentricidad es 0,126 y la inclinación orbital 5,295 grados. Emplea 1304,46 días en completar una órbita alrededor del Sol.

## Características físicas
La magnitud absoluta de Goldstein es 13,8. 